# クリスティアン・キヴ
クリスティアン・エウジェン・キヴ（Cristian Eugen Chivu、1980年10月26日 - ）は、ルーマニア・レシツァ出身の元サッカー選手、サッカー指導者。現インテル・ミラノ監督。現役時代のポジションはDF、MF。元ルーマニア代表。

## 経歴

### 選手時代
ルーマニアの南西部に位置するレシツァに生まれる。父親は地元のCSMレシツァでコーチを務めていた人でもあり、キヴ自身もCSMレシツァで競技生活をスタートさせる。自然が広がるレシツァで子供の頃はノルディックスキーも好んで親しんでいた。

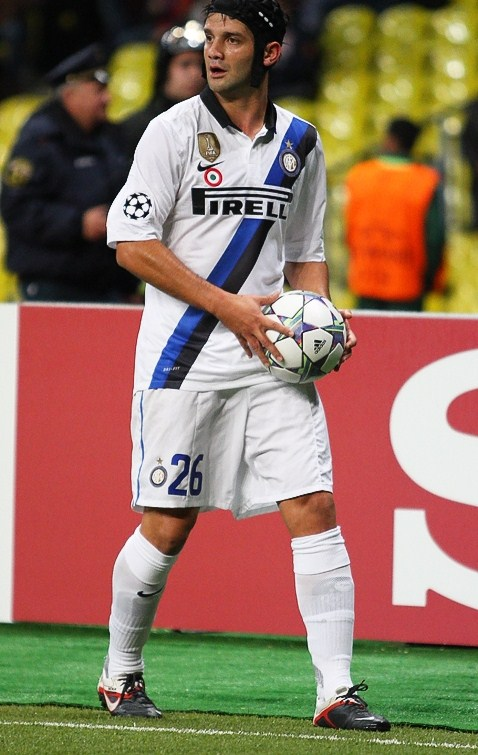
インテル時代 (2011年)

16歳で地元のクラブCSMレシツァでデビューした。ルーマニアのビッグクラブであるウニヴェルシタテア・クライオヴァを経て18歳6ヶ月でアヤックスへ移籍した。アヤックスでは後にインテルでチームメイトとなるズラタン・イブラヒモビッチやマクスウェル、ヴェスレイ・スナイデルといった選手達と共にプレーする。その後2003年に移籍金1800万ユーロでイタリアのASローマへ移籍。入団直後からフリーキックなどで得点を重ね、目覚しい活躍を見せるもその後スランプが続いた。代表ではEURO2000での活躍が評価され「マルディーニの再来」との評価を得た。
2007年、インテル・ミラノをはじめレアル・マドリードやFCバルセロナなど複数のクラブが獲得に興味を示したが、7月1日にインテルへの移籍が決定した。インテルはキヴの獲得のために1300万ユーロの移籍金とマルコ・アンドレオッリの共同保有権をローマに譲渡した。
インテルでは得意とするフリーキックは同じく名手のヴェスレイ・スナイデルに譲ったため得点は少ないが、センターバックや左サイドバック・センターハーフをこなし、多くの試合に出場した。
2010年1月6日のACキエーヴォ・ヴェローナ戦でキエーヴォのキャプテンセルジオ・ペリッシエと接触し、頭蓋骨を負傷。ヴェローナ市内で緊急手術を行った。復帰後はヘッドギアを着用している。2011年にはASバーリ戦でマルコ・ロッシを殴ったとして4試合の出場停止を科された。
2011年5月21日、インテルの公式サイトを通じてルーマニア代表からの引退を表明している。
2014年3月31日、インテルと契約解除し現役を引退した。

### 指導者時代
2018年、インテルのU-14チーム監督に就任した。
2019年からはU-17、2020年からはU-18を指揮し、2021年からはプリマヴェーラの監督に就任した。指揮官に就任して1年目となる2021-22シーズンにはチームにスクデットをもたらした。2024年6月7日、プリマヴェーラの監督退任を発表。
2025年2月、セリエAのパルマの監督に途中就任し、クラブのセリエA残留に貢献した。
同年6月、インテルの監督に就任した。

## エピソード
- ローマ時代の愛称は「スワロフスキー」[11]。キヴの左足でのプレーを世界的クリスタルアクセサリーメーカーであるスワロフスキーに喩えたものである。

- 少年時代の憧れの選手はパウロ・ソウザ、模範にしている選手はパオロ・マルディーニであると語っている[12]。

- 父親のことを今でも慕い尊敬しているが、キヴが18歳のときに病に冒され死去[2]。

- インテル時代には左サイドバックで起用されることが多く、3冠を達成した2009-10シーズンも左サイドバックとして起用されていたが、本人はセンターバックが本職であると考えている[13]。

- 「古典的なDFが淘汰されたのは古典的なFWが淘汰されたから」という持論を語っており、現代の守備に最も必要なのは先手をいかに多く打てるか、敵の攻め上がりに対していかに予測し即座に対処できるか、という考え方の必要性を説いている[12]。また現代のFWの代表格にして（キヴの現代FWの定義：敏捷でオフ・ザ・ボールの動きを多用する）自身が最も苦手とした選手にアンドリー・シェフチェンコの名を挙げている[12]。

## 所属クラブ
- 1996-1998  CSMレシツァ
- 1998-2000  ウニヴェルシタテア・クライオヴァ
- 2000-2003  アヤックス・アムステルダム
- 2003-2007  ASローマ
- 2007-2014  インテルナツィオナーレ・ミラノ

## 獲得タイトル

### クラブ
アヤックス
- エールディヴィジ : 2001-02
- KNVBカップ : 2001-02
- ヨハン・クライフ・シャール : 2002

ローマ
- コッパ・イタリア : 2006-07

インテル
- セリエA : 2007-08, 2008-09, 2009-10
- イタリアスーパーカップ : 2008, 2010
- コッパ・イタリア : 2009-10
- UEFAチャンピオンズリーグ : 2009-10

### 個人
- マルコ・ファン・バステン賞 : 1999-2000
- エールディヴィジ年間最優秀選手 : 2002
- ルーマニア年間最優秀選手 : 2000, 2002
- UEFAベストイレブン : 2002